# Jean-Louis de Dommaigné
 Jean-Baptiste-Louis-Étienne de Dommaigné de la Roche-Huc, comte de Brûlon, né à Angers en 1749, tué à la bataille de Saumur en 1793, est un général français et un chef vendéen.

## Biographie
Il entre dans le métier des armes en 1764. Il passe en 1768 dans le corps de cavalerie des Gardes du corps du roi. Élu colonel de la garde nationale, il participe à la Fête de la Fédération en 1790.
En 1793, les paysans insurgés viennent le chercher pour le mettre à leur tête. Il devient général de la cavalerie de l'Armée catholique et royale. Après avoir notamment été présent aux batailles de Fontenay-le-Comte des 16 et 25 mai 1793, il se distingue à la bataille de Saumur, où la charge qu'il mène provoque la victoire des Vendéens. Dommaigné est cependant tué lors du combat.

## Sources
- Émile Gabory, Les Guerres de Vendée, Robert Laffont, 2009, p. 162 à 164 et 1424.